# C.E. Guldberg
Carl Edvard Lemming Guldberg (født 26. oktober 1823 i Nyborg, død 6. august 1905 i København) var en dansk blindelærer, bror til Ludvig August Friborg Guldberg.
Guldberg blev student i 1844 fra Odense Katedralskole og cand.theol. i 1851. Han var derpå lærer i forskellige skoler i hovedstaden, indtil han i sommeren 1858 modtog ministeriel understøttelse til en rejse til tyske blindeinstitutter. Efter hjemkomsten fra rejsen blev han ansat som andenlærer ved det netop åbnede kongelige blindeinstitut på Citadelsvej. Her opfandt han i 1861 det såkaldte guldbergske skriveapparat for blinde. Apparatet var praktisk og blev derfor hurtigt udbredt på adskillige udenlandske blindeanstalter. I 1885 tog han sin afsked fra blindeinstituttet. I 1887 modtog han Fortjenstmedaljen i guld. Han er begravet på Garnisons Kirkegård.